# 情報通信ネットワーク
株式会社情報通信ネットワーク（JTN）は、東京都大田区に本社を置く情報通信業である。JTNグループの中核企業である。

## 概要
学生ビジネスとして家庭教師の派遣業を行っていた佐野秀光が1991年に設立。講師派遣業に限界を感じていた佐野が私用で登記簿を取得した際、法務局の混雑に商機を見出し、登記簿の取得代行を始めたのがきっかけとなった。事業は銀行や信販会社など大口顧客を得て拡大した。
2000年に法務省がインターネットを通じて登記情報を提供するサービスを開始すると、㈱登記簿図書館では新規登記情報を法務省のサービスより廉価で提供。取得済みの登記簿を古いものほど値下げして再販することで利益を得るシステムを構築した。法務省のオンラインサービスは、株式会社登記簿図書館を経由した利用が最も多いと言われている。
2016年現在、佐野が経営する会社の中で最も注力しているのは登記簿図書館であり、このようにして蓄積された登記情報をもとに不動産長者番付のサービスも開始。これで、知りたい地域の不動産を所有する個人・法人のリストを確認できる。
有楽町の東京国際フォーラムで開かれたFIT2016から、金融国際情報技術展にもブースを設け続けている。

## 沿革
- 1989年（平成元年）4月 -  個人営業で家庭教師センター「日統一ゼミナール」を設立する。
- 1991年（平成3年）
  - 3月 - 法人化し、東京都大田区に資本金500,000円にて株式会社情報通信ネットワークを設立。
  - 5月 - 映像企画制作全般を開始する。
- 1992年（平成4年）1月 -「教育情報センター」の名称で、教育機関専門の講師派遣・生徒募集業務代行等の業務を開始する。
- 1994年（平成6年）8月 - 全国の不動産・会社登記簿謄抄本の配達業務を開始する。
- 1996年（平成8年）7月 - 本社及び本社事務センターを現在地に移転する。
- 1997年（平成9年）11月 - 撮影代行するデジタルネットワーク事業を開始する。
- 2007年（平成19年）
  - 2月 - ISMS認証取得。
  - 4月 - 日本で初めてブルーマップのネット配信サービスを開始する。
- 2008年（平成20年）
  - 5月 - プライバシーマーク認証取得。
  - 7月 - 株式会社登記簿図書館で、法務局よりも安く登記情報を提供する「登記簿図書館」サービスを開始する。
- 2013年（平成25年）3月 - 株式会社登記簿図書館で「マンション索引簿」サービスを開始する[3]。
- 2015年（平成27年）9月 - 株式会社登記簿図書館でスマートフォンやiPadからの閲覧が可能となる。
- 2016年（平成28年）3月 - 株式会社登記簿図書館が不動産の所有者をリスト化したサービス「不動産長者番付」を開始。以前存在した高額納税者番付に代わる日本で唯一の新サービスが始まる。
- 2017年（平成29年）
  - 4月 - 全日本不動産協会会員約27,000社も利用可能になる。
  - 10月 - 不動産ポータルサイト大手のアットホームが登録、同社の会員50,000社以上も利用可能になる。

## 関連会社
- 株式会社登記簿図書館
- 株式会社JTNパーク